# Шаблиевка
Шаблиевка — небольшое, но очень живописное село в Сальском районе Ростовской области.
Входит в состав Екатериновского сельского поселения. Железнодорожная станция Шаблиевская.

## География
Шаблиевка расположена на правом берегу реки Средний Егорлык в 3 км к западу от села Екатериновка, рядом расположился населенный пункт Конезавод имени Буденного.
Располагает прекрасными видами как со стороны дороги, проходящей вдоль, так и со стороны реки.

### Уличная сеть
| - ул. 40 лет Победы, - ул. Буденного, - ул. Восточная, - ул. Димитрова, - ул. Железнодорожная, - ул. Заводская, | - ул. Колхозная, - ул. Набережная, - ул. Новостройка, - ул. Привокзальная, - ул. Садовая, - пер. Мирный. |

## История
Село основано в XIX веке как отсёлок села Екатериновского. Названо по имени первого поселенца. По данным на 1897 году в отсёлке числился 131 двор с 128 домами, по посемейным спискам проживало душ 309 мужского и 305 душ женского пола. Жители занимались земледелием и скотоводством.
25 июня 1918 года под Шаблиевкой был убит шальным осколком снаряда один из руководителей Белого движения — генерал Марков.
В годы Великой Отечественной войны район села Шаблиевка дважды был ареной боевых действий. Первый раз бои шли в июле-августе 1942 года. В это время воины 24-го пограничного полка под командованием полковника С. Е. Капустина обороняли от немецких захватчиков села Екатериновка и Шаблиевка. Две недели бойцы держали. Подвиг пограничников дал возможность задержать немцев на важном рубеже.
3 августа 1942 года немцы заняли село Шаблиевка.
После разгрома немецких войск под Сталинградом в январе 1943 года соединения 28-й армии Южного фронта пошли на запад. В направлении Шаблиевка — Сальск немцы имели большие силы. Здесь они сосредоточили части дивизии СС «Викинг», 17-й и 23-й танковой дивизии, полки: «Нордланд», «Вестланд», «Дойчланд», румынские пехотные дивизии и 7-й арткорпус.
Советские войска обрушили на немцев артиллерийский шквал огня. За артподготовкой в бой пошли наши танки. 21 января 1943 года село Шаблиевка освободили. В освобождении села принимали участие 156-я и 152-я отдельные стрелковые бригады, 6-я гвардейская танковая бригада 28-й армии Южного фронта.

## Население
Динамика численности населения
| 1897 | 1909 | 1926 |
| ---- | ---- | ---- |
| 614  | 1118 | 1292 |

| 2010 |
| ---- |
| 1375 |

## Достопримечательности
- Памятник воинам, погибшим в годы Великой Отечественной войны на братской могиле[5]. Братская могила погибшим воинам находится в парковой зоне села Шаблиевка. Здесь захоронены солдаты, погибшие летом 1942 года и зимой 1943 года в боях за села. Вначале захоронение убитых в 1943 году было на окраине села.

В 1947 году убитых бойцов похоронили в одну братскую могилу. В 1958 году на месте братской могилы был установлен памятник.
В 1966 году в братскую могилу захоронили также останки воинов 24-го пограничного полка, погибших в оборонительных боях на реке Маныч летом 1942 году.
Памятник на братской могиле состоит из скульптуры солдата Советской Армии. Скульптура установлена на каменный постамент высотой 2 метра. Скульптура солдата выполнена из гипса. На постаменте сделана надпись: «Вечная память советским воинам, отдавшим свою жизнь за освобождение села Шаблиевка в 1942—1943 гг.».
Перед памятником находятся братские могилы. На мемориальных досках у могил написаны имена погибших воинов и сделана надпись: «Здесь похоронены воины 24 пограничного полка, погибшие в боях с немецко-фашистскими захватчиками на реке Маныч в период 29—31 июля 1942 года».
- Памятник односельчанам «Мать-Родина». Памятник погибшим в годы Великой Отечественной войны. Памятник был установлен 9 Мая 1975 года в парковой зоне в центре села Шаблиевка около братской могилы. На каменных плитах у памятника высечено 86 фамилий шаблиевцев, погибших на разных фронтах в годы Великой Отечественной войны.

Перед памятником установлена скульптура женщины — матери с автоматом. На памятнике высечены слова: «Вечная слава от благодарных потомков односельчанам нашим, жизнь отдавшим за счастье Отчизны. Они умирали, чтобы мы жили».